# 藤崎健一郎
藤崎 健一郎（ふじさき けんいちろう、1973年2月13日 - ）は、朝日放送テレビ（ABC）のアナウンサー。

## 来歴・人物
神奈川県藤沢市の出身で、中学生・高校生時代を福島県で過ごした後に、大阪芸術大学芸術学部の放送学科へ進学。大学ではアメリカンフットボール部で活動していた一方で、久保田磨希（俳優）と同じゼミに在籍していた。
大阪芸術大学卒業後の1996年に、アナウンサーとして朝日放送（当時）に入社。若手時代には、スポーツアナウンサーとして、プロ野球などの中継で実況やリポーターを経験した。後にスポーツの担当を離れてからも、スポーツ関連番組のナレーション（後述）に長らく従事。2019年の第101回全国高等学校野球選手権大会中継では、自身と同じスポーツ担当経験者の柴田博と共に、一部のカードで活躍選手へのインタビュアーを務めた。
朝日放送入社後の所属部署（朝日放送編成局内→朝日放送テレビ総合編成局内のアナウンス部）では、他のスポーツアナウンサーのデスク（勤務管理者）や「シフター」（アナウンス部全体の勤務管理者）を経て、2024年6月からアナウンス部の担当部長へ就任。『NEWSゆう+』（平日の夕方にテレビで放送されていた関西ローカルの報道・情報番組）のサブキャスターを務めていた2011年には、東映製作の実写映画『聯合艦隊司令長官 山本五十六』（12月23日公開、成島出監督）にエキストラとして出演した。
朝日放送ラジオでは、朝日放送時代の2010年3月15日から、月曜日早朝のラジオ放送開始のアナウンスを担当。同年3月22日から2014年8月までは、毎週日曜日深夜（月曜未明）に流れる放送終了のアナウンス音源にも、藤崎が声を当てていた。さらに、母校・大阪芸術大学に関する番組（『平野啓子の語りの世界』など）を放送する場合にはナビゲーターやインタビュアーを担当。2016年4月から2018年12月までは、『中之島ミュージック写真館』（基本として土曜日の17:00 - 18:00に放送される収録番組）のパーソナリティを務めた。
身長は186cmで、「キリンやシマウマに似ている」という顔立ちが特徴。趣味はジョギングで、2011年頃から年に1 - 2回のペースでフルマラソンに臨んでいる。朝日放送（テレビ）が主催する篠山ABCマラソン大会にも2012年から出場している。

### ナレーターとしての活動
2006年に『熱闘甲子園』のナレーターを務めて以来、スポーツ関連のドキュメント・情報番組のナレーターとしての活動が目立っている。2010年の第92回全国高等学校野球選手権大会期間中には、『虎バン』のナレーター・『NEWSゆう+』のサブキャスター と兼務しながら、朝日放送のアナウンサーとしては番組史上最長の5年連続で『熱闘甲子園』のナレーターも務め上げた。2011年にも同様の体制で『熱闘甲子園』のナレーターを担当。以降も、『熱闘甲子園』のナレーターを毎年担当している。ちなみに、「篠山ABCマラソン大会」2015年大会への出場を2日後に控えていた2月27日（金曜日）の『おはようパーソナリティ道上洋三です』（朝日放送ラジオの生ワイド番組）では、当時担当していた午前7時台の定時ニュースの前（フリートーク中）に道上洋三（上司に当たるアナウンサー）から「ナレーターランナー」と呼ばれていた。
新型コロナウイルスへの感染拡大の影響で第92回選抜高等学校野球大会・第102回全国高等学校野球選手権大会および、選手権大会への出場校を決める全ての地方大会が中止された2020年には、例年ナレーターを務めている『熱闘甲子園』や『速報!甲子園への道』も放送休止を余儀なくされた。しかし、2020年甲子園高校野球交流試合（第92回選抜大会への出場が決まっていた全32校による招待試合）が8月10 - 12日および15 - 17日に開催されることに伴って、『2020高校野球　僕らの夏』（朝日放送テレビが関西ローカル向けに放送する交流試合のダイジェスト番組）のナレーションを一手に担っている。
スポーツ番組以外の分野では、『なるみ・岡村の過ぎるTV』や一部のラジオCMで、声優の家弓家正の声色を真似ながらナレーションを付けている。また、「ABCラジオ朗読会」として2024年3月16日にあましんアルカイックホール・オクトで開催された「野球!野球!野球! 吉田義男90歳」（『おはようパーソナリティ』シリーズ制作チームの企画・先輩アナウンサーの中邨雄二の司会による2部構成の有料イベント）では、「1人18役」の朗読を披露。宿直勤務の一環で『サクサク土曜日　中邨雄二です』（朝日放送ラジオ土曜日早朝の生ワイド番組）内の定時ニュースを担当する際に、『三国志』への造詣が深い中邨からのリクエストを受けて、番組内の最終ニュース（午前9時台の前半）を終えた直後に「みんな大好き三国志」（通常は中邨が単独で臨む『三国志』の朗読企画）で複数の役柄を演じることも相次いでいる。

## 担当番組

### 現在

#### テレビ
- ABC NEWS（2018年3月までは主に土曜午後・『スーパーJチャンネル』関西ローカル枠のキャスターも兼務）

以下の番組では、いずれもナレーターを担当。
- 熱闘甲子園（2006年 - ）
  - 「2006夏の甲子園　～早稲田実業初優勝～」（DVD）でもナレーターを務めた。
  - 放送を休止した2020年には、『2020高校野球　僕らの夏』のナレーターを担当。
- 虎バン（2007年4月 - ）
- 速報!甲子園への道（2008年 - 2019年）→甲子園への道（2021年）
- なるみ・岡村の過ぎるTV（2013年10月から放送のレギュラー版）
- 新婚さんいらっしゃい!（副音声解説放送、2021年10月 - ）

#### ラジオ
- ABCニュース（『感度良好!中野涼子です』への内包分のみ定期的に担当）
  - 『ABC朝日ニュース』時代には一時、「ニュースデスク」として出演。
- 感度良好!中野涼子です（2020年11月7日 - ）
  - 番組内の「ABCニュース」「ABC天気予報」に加えて、「藤崎キャッチ」（自身が気になっている話題を紹介するコーナー）を担当。朝日放送グループ本社屋のスカイテラスから放送する「ABC天気予報」では、「お天気お兄さんの『ケン坊』」と称して、ズーズー弁（かつて生活していた福島県の方言）を交えながら携帯電話で天気予報を伝えている。
- おはようパーソナリティ小縣裕介です（不定期）
  - 2年先輩のアナウンサーである小縣裕介が休演する場合に、2022年7月25日（月曜日）放送分からパーソナリティ代理を随時担当。

### 過去

#### テレビ
- おはよう朝日です（月 - 木曜日ニュースキャスター）
  - かつてレギュラーを務めた後に、2017年1月10日放送分で、ニュースキャスターとして久々に出演[8]。同年7月5日放送分から、水・木曜日担当のニュースキャスターとして正式に復帰すると、2018年4月からは月・火曜日も担当した。『熱闘甲子園』の放送期間中は休演していたが、2020年10月改編での放送枠拡大・2部構成化を機に降板。
  - ニュース以外では、「けさのクローズアップ」にて後輩女性アナウンサーの家事対決ロケ企画の進行役を務めたり、「トレンドエクスプレス」にて前任の島田大と同様にアロハシャツに着替えて水着ファッションショーの司会を務めることがあった[9]。
- おはようコールABC（2009年3月 - 2010年3月）スポーツキャスター
- NEWSゆう+（2010年3月 - 2011年9月）サブキャスター
- スポーツ中継[10]（テレビ・ラジオとも）アメフト、ゴルフ、バスケットボール、アイスホッケーなど。
  - 2006年トリノオリンピック 取材リポーター[11]
- ワイドABCDE〜す みよ缶
- 青山薫のゴルフ道（Sky A sports+）
- 相席食堂（2020年8月18日）
  - 朝日放送テレビ本社内での研修で新人アナウンサー（東留伽・大野雄一郎）を指導していた最中に、大悟（千鳥）と千原せいじによる社内ロケへ遭遇したことから、東・大野と共にロケ映像へ登場。

#### ラジオ
- 平野啓子の語りの世界（ラジオ、2009年4月 - 2011年9月）ナビゲーター
  - 平野は放送時点で、藤崎が卒業した大阪芸術大学芸術学部放送学科の教授を務めている。
- アナパラ〜Oh!ラフィーキ〜
- ABCフレッシュアップJAM（2007年）日曜日担当
- ABCフレッシュアップベースボール・高校野球中継 - 実況・リポーター
  - 2019年は高校野球中継で殊勲選手へのインタビュアー、9月28日・29日のオリックス×ソフトバンク戦（KBCラジオ『KBCホークスナイター/KBCダイナミックホークス』向け裏送り）でベンチリポーターを務めた。
- ニュース探偵局（2008年度まで）
- 藤崎健一郎のちょびっと（2015年11月16日 - 11月18日）
- 中之島ミュージック写真館（2017年10月7日 - 2018年12月29日、毎週土曜日17:00 - 17:55）パーソナリティ
- 桑原征平粋も甘いも「粋甘流☆美女と野獣NEO」[12]
  - 2018年3月「『贈る言葉』っぽい珍曲」：海援隊『贈る言葉』の冒頭部分を声楽っぽく歌唱。
  - 2018年10月「『ハゲとお金とアソコと何処ぞ』」：河島英五とホモ・サピエンス『酒と泪と男と女』のサビの部分の替え歌を歌唱。
- ドッキリ!ハッキリ!三代澤康司です（2025年2月3日）
  - 三代澤康司（かつての先輩アナウンサー）の発熱に伴い、パーソナリティを代行。『感度良好!中野涼子です』パーソナリティで同日（月曜日）のパートナーでもある中野涼子との共演も実現した。
- 毎週日曜日深夜（月曜未明）のラジオの放送終了と毎週月曜早朝のラジオの放送開始のナレーション